# Henotesia erebina
Henotesia erebina är en fjärilsart som beskrevs av Charles Oberthür 1916. Henotesia erebina ingår i släktet Henotesia och familjen praktfjärilar. Inga underarter finns listade i Catalogue of Life.